# Пьо, Жан
Жан Пьо (фр. Jean Piot, 10 мая 1890 — 15 декабря 1951) — французский фехтовальщик, олимпийский чемпион и чемпион мира. Дядя Мориса Пьо.

## Биография
Родился в 1890 году в Сен-Кантене. В 1928 году принял участие в Олимпийских играх в Амстердаме, где занял 5-е место в командном первенстве на саблях. В 1932 году на Олимпийских играх в Лос-Анджелесе завоевал золотые медали в командных первенствах на шпагах и рапирах, а также принял участие в соревнованиях по фехтованию на саблях, но неудачно. В 1934 году завоевал золотую медаль в командном первенстве на шпагах на Международном первенстве по фехтованию в Варшаве (в 1937 году оно задним числом было признано чемпионатом мира). В 1936 году принял участие в Олимпийских играх в Берлине, где занял 5-е место в командном первенстве на саблях.
Жан Пьо стал тренером фехтовальной школы при префектуре полиции Парижа (Salle d’Armes de la Préfecture de Police de Paris), и занимал эту должность вплоть до 1946 года. Впоследствии три поколения семьи Пьо стали известными фехтовальщиками Франции, выступая за эту школу.